# Episodi di Unità speciale scomparsi (terza stagione)
La terza stagione della serie televisiva spagnola Unità speciale scomparsi (Desaparecidos), composta da 8 episodi, è stata distribuita in prima visione in Spagna sul servizio di streaming Amazon Prime Video il 7 ottobre 2022.
In Italia la stagione è inedita.
| nº | Titolo originale            | Titolo italiano | Pubblicazione Spagna | Pubblicazione Italia |
| -- | --------------------------- | --------------- | -------------------- | -------------------- |
| 1  | Cuando el final no es feliz |                 | 7 ottobre 2022       | inedita              |
| 2  | Invisibles                  |                 | 7 ottobre 2022       | inedita              |
| 3  | Refugiados                  |                 | 7 ottobre 2022       | inedita              |
| 4  | Adivinar quién vino a cenar |                 | 7 ottobre 2022       | inedita              |
| 5  | Pretéritos imperfectos      |                 | 7 ottobre 2022       | inedita              |
| 6  | Muñecas rusas               |                 | 7 ottobre 2022       | inedita              |
| 7  | Sin respiración             |                 | 7 ottobre 2022       | inedita              |
| 8  | Un beso y un adiós          |                 | 7 ottobre 2022       | inedita              |